# Відсталий пішак
Відсталий пішак — пішак, який не може стати на ту саму горизонталь, що й пішак або пішаки цього самого кольору на суміжних вертикалях. 
Це пішак, який не може бути захишений суміжними пішаками з-за того, що вони пішли вперед, а сам по якійсь причині не може зрівнятися з ними.

## Значення в грі
|   | a | b | c | d | e | f | g | h |   |
| 8 | b8 чорний король · f7 чорний пішак · h7 чорний пішак · b6 білий пішак · g6 чорний пішак · a5 білий король · g4 білий пішак | b8 чорний король · f7 чорний пішак · h7 чорний пішак · b6 білий пішак · g6 чорний пішак · a5 білий король · g4 білий пішак | b8 чорний король · f7 чорний пішак · h7 чорний пішак · b6 білий пішак · g6 чорний пішак · a5 білий король · g4 білий пішак | b8 чорний король · f7 чорний пішак · h7 чорний пішак · b6 білий пішак · g6 чорний пішак · a5 білий король · g4 білий пішак | b8 чорний король · f7 чорний пішак · h7 чорний пішак · b6 білий пішак · g6 чорний пішак · a5 білий король · g4 білий пішак | b8 чорний король · f7 чорний пішак · h7 чорний пішак · b6 білий пішак · g6 чорний пішак · a5 білий король · g4 білий пішак | b8 чорний король · f7 чорний пішак · h7 чорний пішак · b6 білий пішак · g6 чорний пішак · a5 білий король · g4 білий пішак | b8 чорний король · f7 чорний пішак · h7 чорний пішак · b6 білий пішак · g6 чорний пішак · a5 білий король · g4 білий пішак | 8 |
| 7 | b8 чорний король · f7 чорний пішак · h7 чорний пішак · b6 білий пішак · g6 чорний пішак · a5 білий король · g4 білий пішак | b8 чорний король · f7 чорний пішак · h7 чорний пішак · b6 білий пішак · g6 чорний пішак · a5 білий король · g4 білий пішак | b8 чорний король · f7 чорний пішак · h7 чорний пішак · b6 білий пішак · g6 чорний пішак · a5 білий король · g4 білий пішак | b8 чорний король · f7 чорний пішак · h7 чорний пішак · b6 білий пішак · g6 чорний пішак · a5 білий король · g4 білий пішак | b8 чорний король · f7 чорний пішак · h7 чорний пішак · b6 білий пішак · g6 чорний пішак · a5 білий король · g4 білий пішак | b8 чорний король · f7 чорний пішак · h7 чорний пішак · b6 білий пішак · g6 чорний пішак · a5 білий король · g4 білий пішак | b8 чорний король · f7 чорний пішак · h7 чорний пішак · b6 білий пішак · g6 чорний пішак · a5 білий король · g4 білий пішак | b8 чорний король · f7 чорний пішак · h7 чорний пішак · b6 білий пішак · g6 чорний пішак · a5 білий король · g4 білий пішак | 7 |
| 6 | b8 чорний король · f7 чорний пішак · h7 чорний пішак · b6 білий пішак · g6 чорний пішак · a5 білий король · g4 білий пішак | b8 чорний король · f7 чорний пішак · h7 чорний пішак · b6 білий пішак · g6 чорний пішак · a5 білий король · g4 білий пішак | b8 чорний король · f7 чорний пішак · h7 чорний пішак · b6 білий пішак · g6 чорний пішак · a5 білий король · g4 білий пішак | b8 чорний король · f7 чорний пішак · h7 чорний пішак · b6 білий пішак · g6 чорний пішак · a5 білий король · g4 білий пішак | b8 чорний король · f7 чорний пішак · h7 чорний пішак · b6 білий пішак · g6 чорний пішак · a5 білий король · g4 білий пішак | b8 чорний король · f7 чорний пішак · h7 чорний пішак · b6 білий пішак · g6 чорний пішак · a5 білий король · g4 білий пішак | b8 чорний король · f7 чорний пішак · h7 чорний пішак · b6 білий пішак · g6 чорний пішак · a5 білий король · g4 білий пішак | b8 чорний король · f7 чорний пішак · h7 чорний пішак · b6 білий пішак · g6 чорний пішак · a5 білий король · g4 білий пішак | 6 |
| 5 | b8 чорний король · f7 чорний пішак · h7 чорний пішак · b6 білий пішак · g6 чорний пішак · a5 білий король · g4 білий пішак | b8 чорний король · f7 чорний пішак · h7 чорний пішак · b6 білий пішак · g6 чорний пішак · a5 білий король · g4 білий пішак | b8 чорний король · f7 чорний пішак · h7 чорний пішак · b6 білий пішак · g6 чорний пішак · a5 білий король · g4 білий пішак | b8 чорний король · f7 чорний пішак · h7 чорний пішак · b6 білий пішак · g6 чорний пішак · a5 білий король · g4 білий пішак | b8 чорний король · f7 чорний пішак · h7 чорний пішак · b6 білий пішак · g6 чорний пішак · a5 білий король · g4 білий пішак | b8 чорний король · f7 чорний пішак · h7 чорний пішак · b6 білий пішак · g6 чорний пішак · a5 білий король · g4 білий пішак | b8 чорний король · f7 чорний пішак · h7 чорний пішак · b6 білий пішак · g6 чорний пішак · a5 білий король · g4 білий пішак | b8 чорний король · f7 чорний пішак · h7 чорний пішак · b6 білий пішак · g6 чорний пішак · a5 білий король · g4 білий пішак | 5 |
| 4 | b8 чорний король · f7 чорний пішак · h7 чорний пішак · b6 білий пішак · g6 чорний пішак · a5 білий король · g4 білий пішак | b8 чорний король · f7 чорний пішак · h7 чорний пішак · b6 білий пішак · g6 чорний пішак · a5 білий король · g4 білий пішак | b8 чорний король · f7 чорний пішак · h7 чорний пішак · b6 білий пішак · g6 чорний пішак · a5 білий король · g4 білий пішак | b8 чорний король · f7 чорний пішак · h7 чорний пішак · b6 білий пішак · g6 чорний пішак · a5 білий король · g4 білий пішак | b8 чорний король · f7 чорний пішак · h7 чорний пішак · b6 білий пішак · g6 чорний пішак · a5 білий король · g4 білий пішак | b8 чорний король · f7 чорний пішак · h7 чорний пішак · b6 білий пішак · g6 чорний пішак · a5 білий король · g4 білий пішак | b8 чорний король · f7 чорний пішак · h7 чорний пішак · b6 білий пішак · g6 чорний пішак · a5 білий король · g4 білий пішак | b8 чорний король · f7 чорний пішак · h7 чорний пішак · b6 білий пішак · g6 чорний пішак · a5 білий король · g4 білий пішак | 4 |
| 3 | b8 чорний король · f7 чорний пішак · h7 чорний пішак · b6 білий пішак · g6 чорний пішак · a5 білий король · g4 білий пішак | b8 чорний король · f7 чорний пішак · h7 чорний пішак · b6 білий пішак · g6 чорний пішак · a5 білий король · g4 білий пішак | b8 чорний король · f7 чорний пішак · h7 чорний пішак · b6 білий пішак · g6 чорний пішак · a5 білий король · g4 білий пішак | b8 чорний король · f7 чорний пішак · h7 чорний пішак · b6 білий пішак · g6 чорний пішак · a5 білий король · g4 білий пішак | b8 чорний король · f7 чорний пішак · h7 чорний пішак · b6 білий пішак · g6 чорний пішак · a5 білий король · g4 білий пішак | b8 чорний король · f7 чорний пішак · h7 чорний пішак · b6 білий пішак · g6 чорний пішак · a5 білий король · g4 білий пішак | b8 чорний король · f7 чорний пішак · h7 чорний пішак · b6 білий пішак · g6 чорний пішак · a5 білий король · g4 білий пішак | b8 чорний король · f7 чорний пішак · h7 чорний пішак · b6 білий пішак · g6 чорний пішак · a5 білий король · g4 білий пішак | 3 |
| 2 | b8 чорний король · f7 чорний пішак · h7 чорний пішак · b6 білий пішак · g6 чорний пішак · a5 білий король · g4 білий пішак | b8 чорний король · f7 чорний пішак · h7 чорний пішак · b6 білий пішак · g6 чорний пішак · a5 білий король · g4 білий пішак | b8 чорний король · f7 чорний пішак · h7 чорний пішак · b6 білий пішак · g6 чорний пішак · a5 білий король · g4 білий пішак | b8 чорний король · f7 чорний пішак · h7 чорний пішак · b6 білий пішак · g6 чорний пішак · a5 білий король · g4 білий пішак | b8 чорний король · f7 чорний пішак · h7 чорний пішак · b6 білий пішак · g6 чорний пішак · a5 білий король · g4 білий пішак | b8 чорний король · f7 чорний пішак · h7 чорний пішак · b6 білий пішак · g6 чорний пішак · a5 білий король · g4 білий пішак | b8 чорний король · f7 чорний пішак · h7 чорний пішак · b6 білий пішак · g6 чорний пішак · a5 білий король · g4 білий пішак | b8 чорний король · f7 чорний пішак · h7 чорний пішак · b6 білий пішак · g6 чорний пішак · a5 білий король · g4 білий пішак | 2 |
| 1 | b8 чорний король · f7 чорний пішак · h7 чорний пішак · b6 білий пішак · g6 чорний пішак · a5 білий король · g4 білий пішак | b8 чорний король · f7 чорний пішак · h7 чорний пішак · b6 білий пішак · g6 чорний пішак · a5 білий король · g4 білий пішак | b8 чорний король · f7 чорний пішак · h7 чорний пішак · b6 білий пішак · g6 чорний пішак · a5 білий король · g4 білий пішак | b8 чорний король · f7 чорний пішак · h7 чорний пішак · b6 білий пішак · g6 чорний пішак · a5 білий король · g4 білий пішак | b8 чорний король · f7 чорний пішак · h7 чорний пішак · b6 білий пішак · g6 чорний пішак · a5 білий король · g4 білий пішак | b8 чорний король · f7 чорний пішак · h7 чорний пішак · b6 білий пішак · g6 чорний пішак · a5 білий король · g4 білий пішак | b8 чорний король · f7 чорний пішак · h7 чорний пішак · b6 білий пішак · g6 чорний пішак · a5 білий король · g4 білий пішак | b8 чорний король · f7 чорний пішак · h7 чорний пішак · b6 білий пішак · g6 чорний пішак · a5 білий король · g4 білий пішак | 1 |
|   | a | b | c | d | e | f | g | h |   |

Зазвичай, є слабкістю з таких причин: 
- поле перед відсталим пішаком, недоступне йому, є слабким;
- відсталий пішак не може бути захищений сусідніми пішаками, що пішли вперед, тому нерідко стає об'єктом атаки;
- відсталий пішак сковує активність фігур у своєму таборі.

В ендшпілі значення відсталого пішака може зрости до критичного. У позиції на діаграмі після 1.g5 чорні програють через наявність двох відсталих пішаків. За свого ходу чорні могли б позбутися від відсталих пішаків ходом 1...h5, що принесло б їм перемогу. 
А втім, сучасна дебютна теорія іноді допускає утворення відсталого пішака, якщо до нього важко доступитись фігурам суперника, а його наявність компенсується активною конкретної фігурною грою — як у челябінському варіанті сицилійського захисту. 

## Позбавлення від відсталого пішака
Позбутися відсталого пішака можна такими способами: 
- знищенням або відволіканням фігури або пішака, які контролюють поле на яке міг би просунутись відсталий пішак;
- насильним просуванням відсталого пішака вперед — з встановленням контролю над слабким полем або без нього, в останньому випадку це пов'язано з жертвою відсталого пішака;
- відведенням відсталого пішака за допомогою взяття на сусідню вертикаль. Проблему слабкого поля, зазвичай, такий спосіб не вирішує.